# Wielkokalibrowy karabin maszynowy

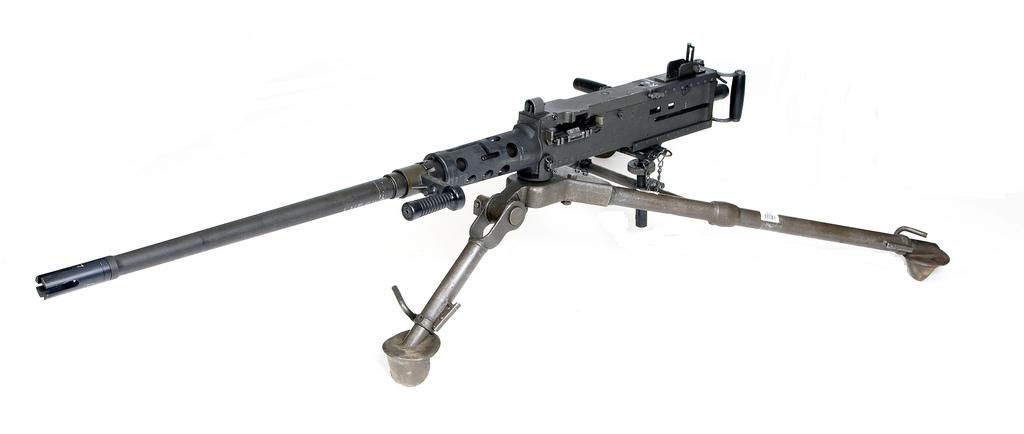
Wielkokalibrowy karabin maszynowy Browning M2

Wielkokalibrowy karabin maszynowy (skr. wkm) – karabin maszynowy zasilany amunicją wielkokalibrową (kaliber w przedziale 12–20 mm).
Najpowszechniejszym kalibrem wkm jest 12,7 mm (0.50 cala), spotykane są też 13,2 mm, 14,5 mm, 15 mm, 20 mm. Obecnie ten ostatni kaliber zalicza się do działek.

## Historia
Początek wielkokalibrowym karabinom maszynowym dały francuskie próby skonstruowania w okresie I wojny światowej broni zdolnej zwalczać nieprzyjacielskie sterowce. W tym celu zaadaptowano nabój od karabinu Grass Mle 1874 kal. 11 mm. Pierwszymi wukaemami były przystosowane do tego naboju karabiny maszynowe typu Hotchkiss Mle 14 i Vickers wz. 09. Wukaemy rozwinęły się następnie jako broń pokładowa samolotów i pojazdów oraz broń przeciwlotnicza.
Najpopularniejsze konstrukcje wielkokalibrowych karabinów maszynowych to Browning M2 i M2HB (USA) zwany „pięćdziesiątką” oraz DSzK (ZSRR) – oba kalibru 12,7 mm, używane w trakcie II wojny światowej i obecnie. Różne odmiany M2HB są używane nadal, DSzKM jest nadal użytkowany, lecz ma następcę wkm NSW.
Najmocniejszym popularnym karabinem jest radzieckiego pochodzenia Krupnokalibiernyj Puliemjot Władimirowa.

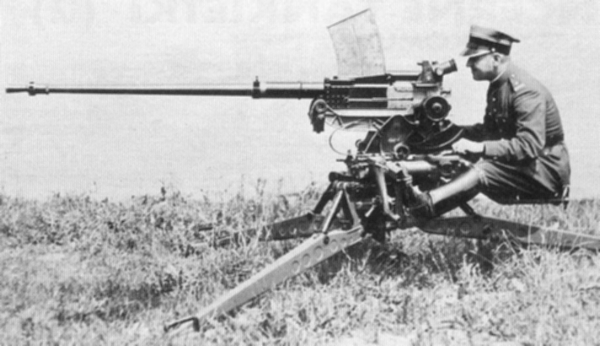
Karabin maszynowy wz. 38FK produkowany w Polsce w latach 1938-1939, montowany w tankietkach TKS
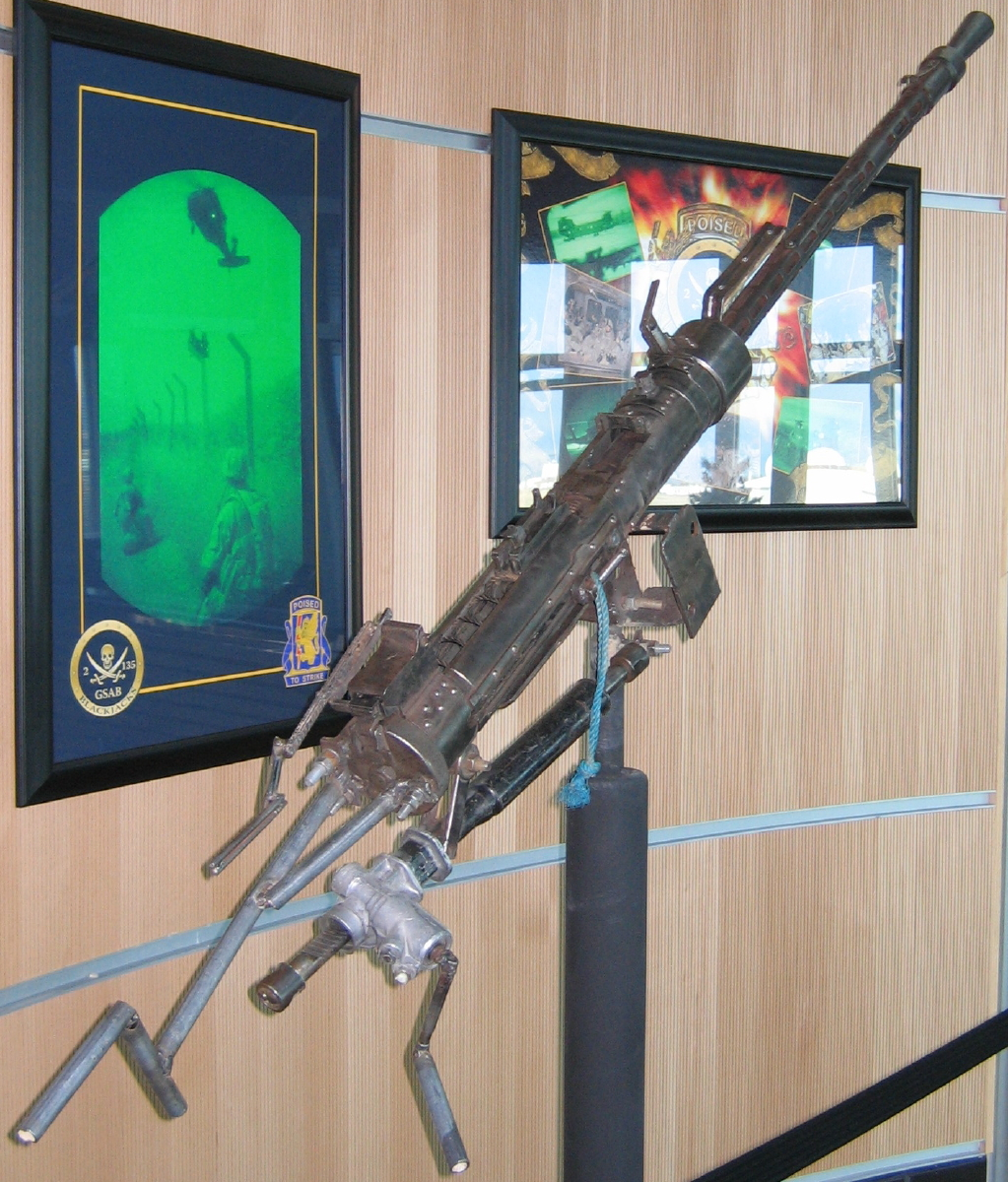
Karabin KPW.
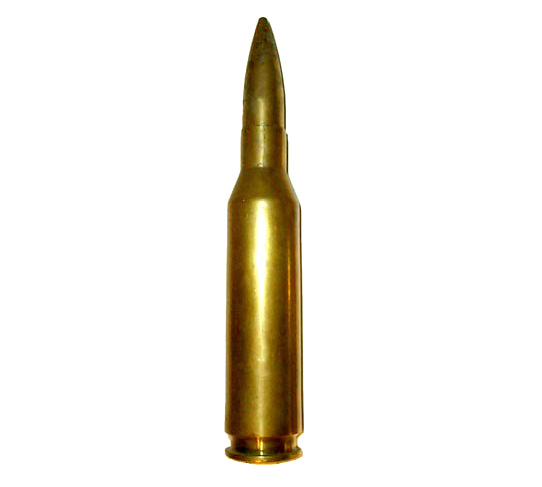
Nabój 14,5 × 114 mm stosowany w KPW
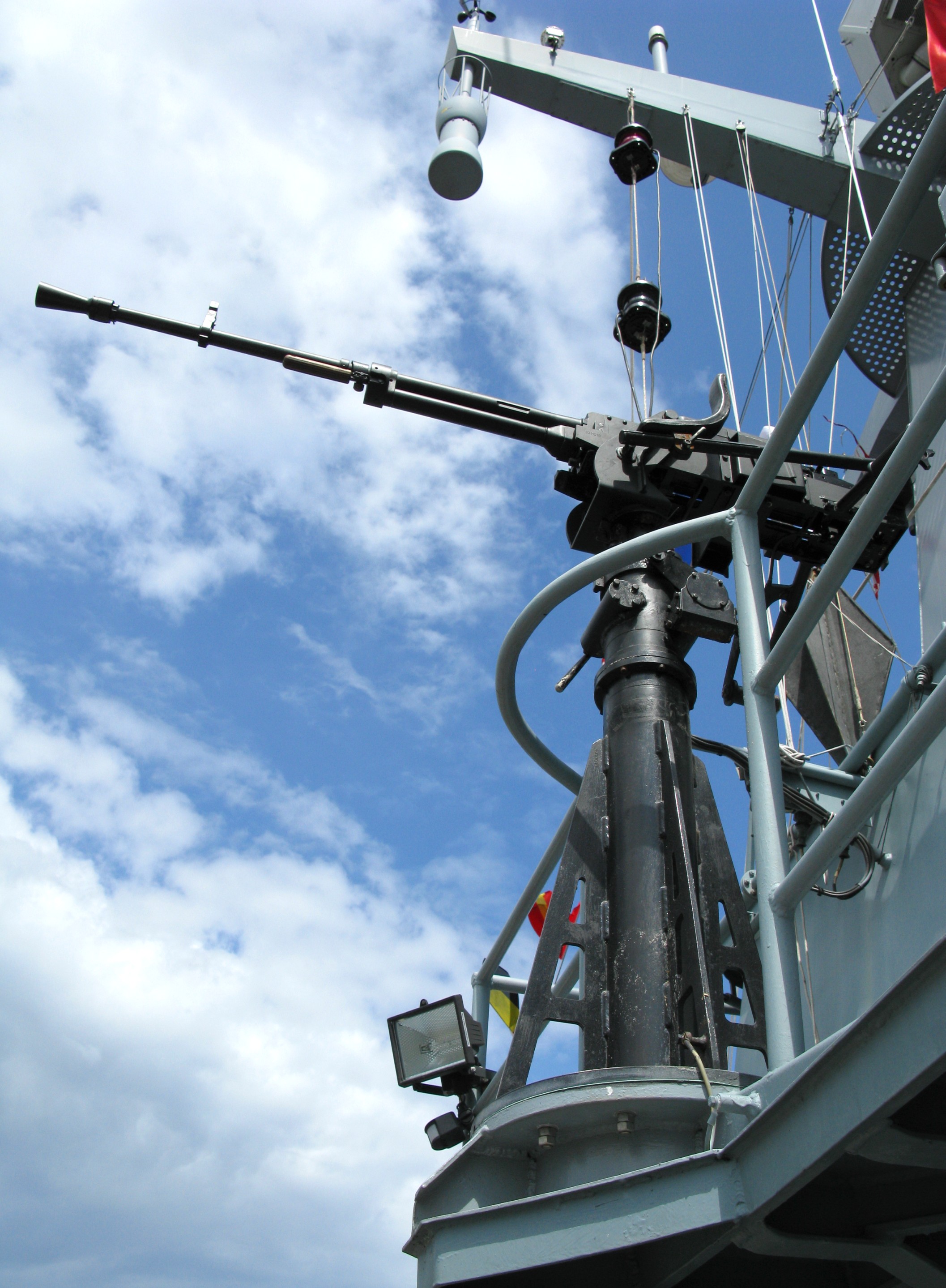
Polskiej produkcji Utjos na podstawie słupkowej, zamontowany na ORP
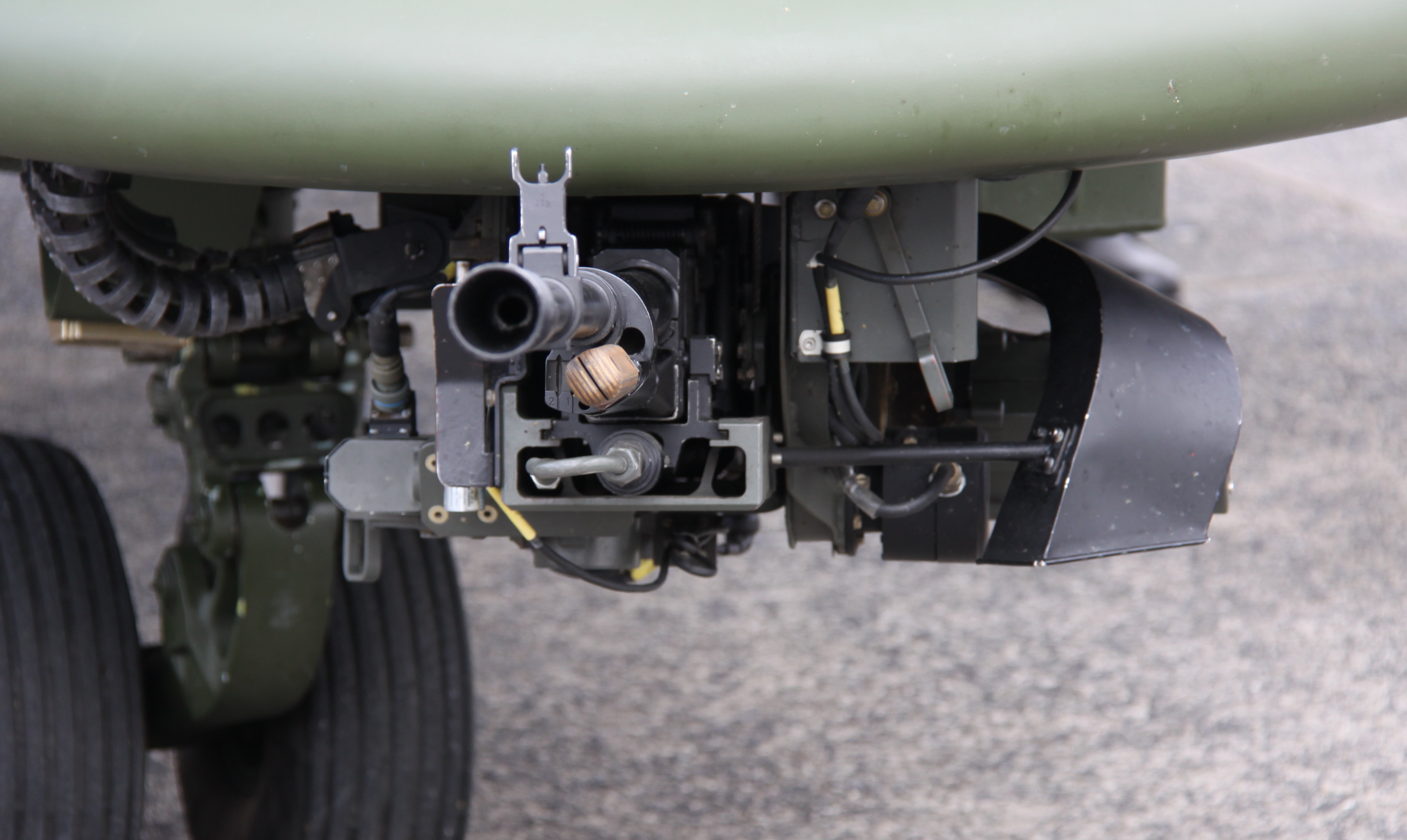
Karabin maszynowy WKM-Bz jako uzbrojenie śmigłowca Głuszec
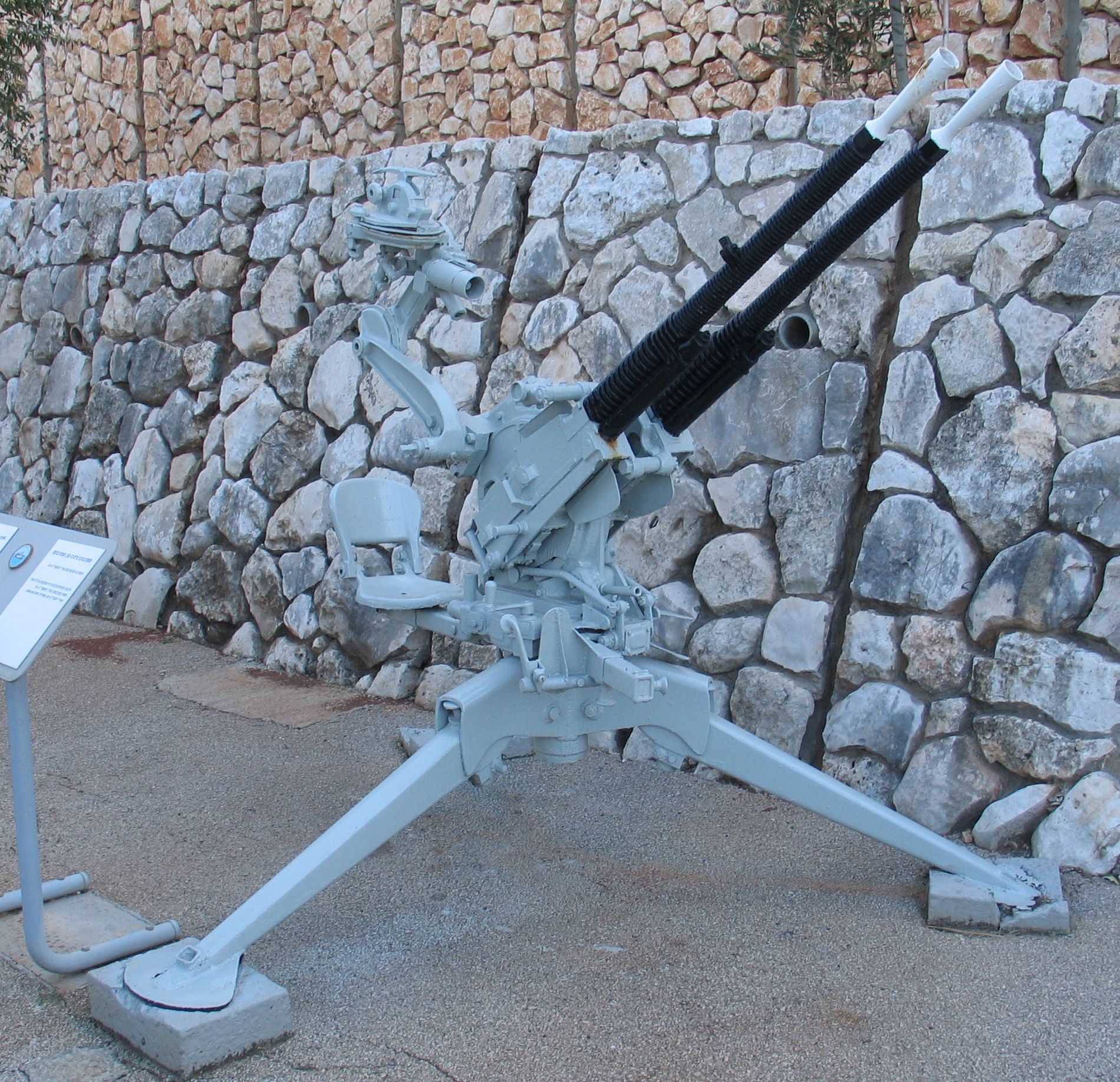
Najcięższy karabin maszynowy Hotchkiss wz. 30

## Dane techniczno–taktyczne wielkokalibrowych karabinów maszynowych
| Wzór (państwo)                        | Kaliber [mm] | Długość broni [mm] | Długość lufy [mm] | Masa broni [kg] | Masa lufy [kg] | Masa podstawy [kg] | Prędkość pocz. poc. [m/s] | Zasilanie, liczba pocisków             | Chłodzenie |
| Besa (Wielka Brytania)                | 15,0         | 2060               | –                 | 47,0            | –              | –                  | –                         | taśma, 25, 40                          | powietrzne |
| Breda (Włochy)                        | 14,0         | 2000               | 1260              | 35,0            | –              | 65                 | 1000                      | taśma, 30                              | powietrzne |
| Breda-SAFAT (Włochy)                  | 12,7         | 1800               | 1200              | 20,0            | –              | 90,0               | 900                       | magazynek, 30                          | powietrzne |
| Browning wz. 24 (USA)                 | 12,7         | 1450               | 914               | 29,9            | 9,0            | 37,2               | 903                       | taśma, 100, 200                        | wodne      |
| DSzK (ZSRR)                           | 12,7         | 1626               | 1000              | 33,4            | –              | 102,0              | –                         | taśma, 50                              | powietrzne |
| Farquhar (Wielka Brytania)            | 12,7         | 1550               | 889               | 17,1            | –              | –                  | 850                       | magazynek                              | powietrzne |
| FK wz. 38A (Polska)                   | 20,0         | 2015               | 1350              | 57,0            | 21,2           | –                  | 870                       | magazynek, 5, 10, 15,                  | powietrzne |
| FK wz. 38C (Polska)                   | 20,0         | 2180               | 1500              | 53,0            | 20,5           | 15,4               | –                         | taśma, 200; magazynek, 5, 10,bęben 100 | powietrzne |
| FK wz. 38D (Polska)                   | 20,0         | 1897               | 1350              | 38,5            | 17,5           | –                  | 870                       | bęben, 100                             | powietrzne |
| Hotchkiss wz. 30 (Francja)            | 13,2         | 1490               | 1000              | 32,0            | –              | 60,0               | 800                       | taśma, 15                              | powietrzne |
| Madsen (Dania)                        | 20,0         | 1800               | 1200              | 25,0            | –              | 90,1               | 850                       | magazynek, 25                          | powietrzne |
| Oerlikon S (Szwajcaria)               | 20,0         | 2100               | 1200              | 65,0            | 10,0           | –                  | 830                       | magazynek, 15                          | powietrzne |
| Solothurn (Szwajcaria)                | 20,0         | 1750               | 900               | 44,0            | 10             | –                  | 730                       | magazynek, 5                           | powietrzne |
| Vickers 12,7 Mk III (Wielka Brytania) | 12,7         | 890                | 794               | 24,5            | –              |                    | 768                       | taśma, 100, 200                        | wodne      |